# Xestia isochroma
Xestia isochroma är en fjärilsart som beskrevs av George Francis Hampson 1903. Xestia isochroma ingår i släktet Xestia och familjen nattflyn. Inga underarter finns listade i Catalogue of Life.